# Region Südosten (Nordmazedonien)
Die Region Südosten (mazedonisch Југоисточен регион Jugoistočen region, albanisch Rajoni juglindor) ist eine der acht statistischen Regionen in Nordmazedonien.
Sie umfasst 10 Gemeinden (Opštini), welche die lokalen Selbstverwaltungseinheiten bilden. Die Region liegt im Südosten des Landes und grenzt an Bulgarien und Griechenland. Nachbarregionen sind im Norden die Region Osten und im Westen die Region Vardar.

## Gliederung
Die Region Südosten wird aus den zehn folgenden Opštini gebildet:
1. Bogdanci
2. Bosilovo
3. Gevgelija
4. Konče
5. Novo Selo
6. Radoviš
7. Star Dojran
8. Strumica
9. Valandovo
10. Vasilevo

## Bevölkerung

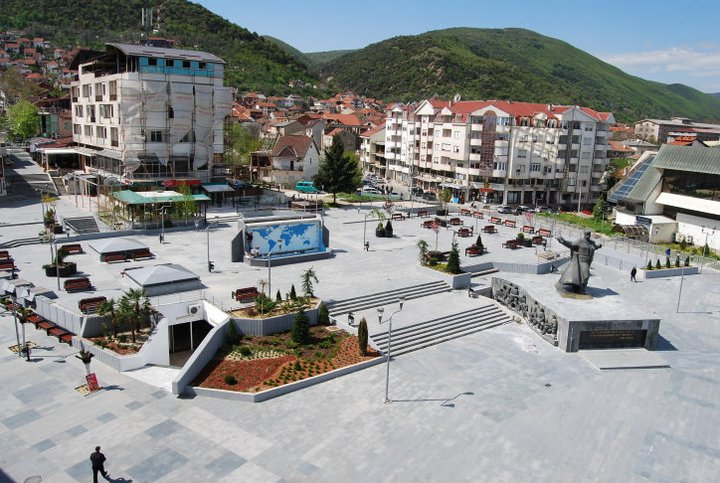
Strumica ist das wirtschaftliche und kulturelle Zentrum der Region und zugleich die größte Stadt.

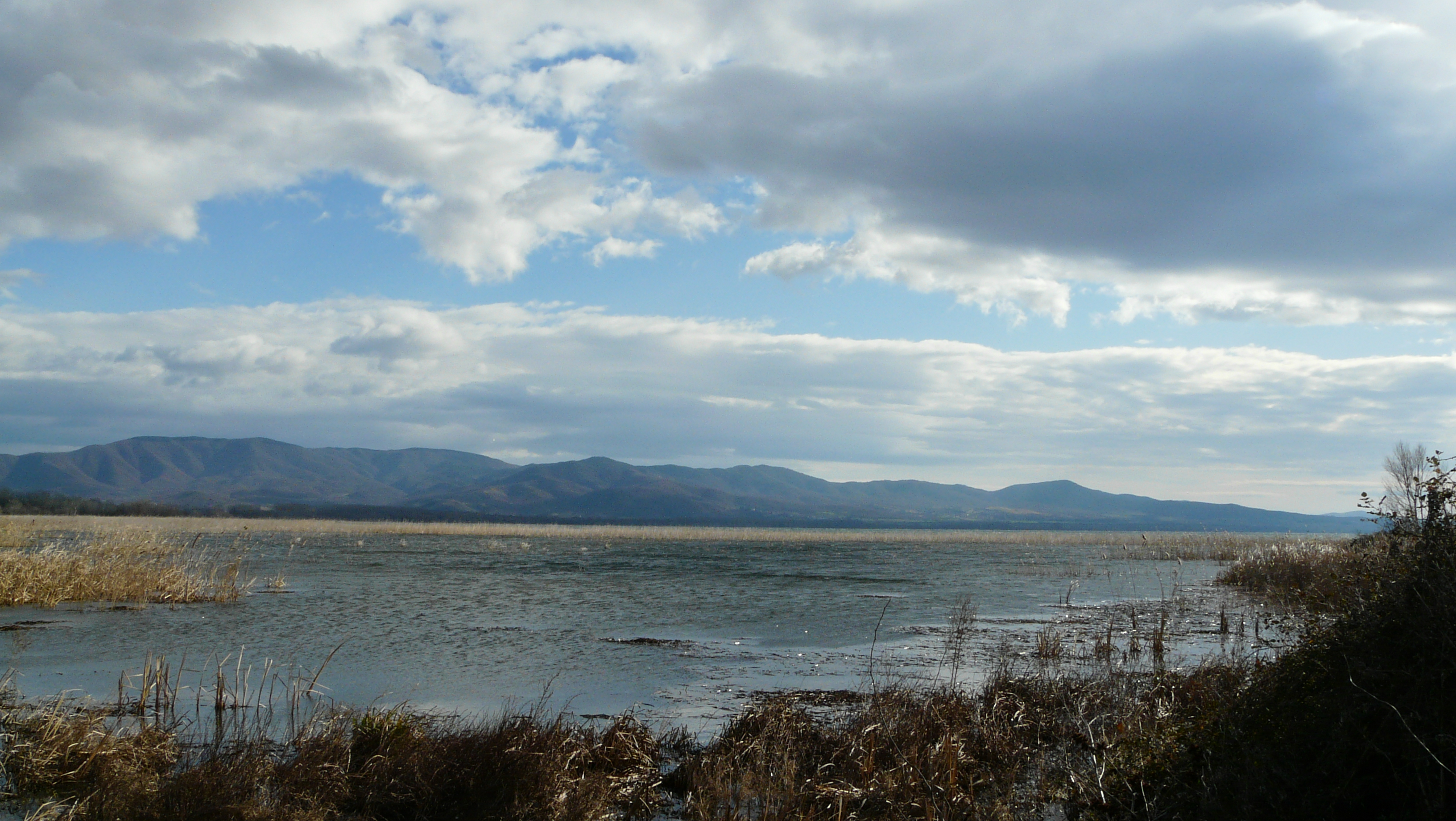
Der Dojransee ist der größte See Ostmazedoniens.

### Einwohnerzahl
| Jahr | Einwohner | Veränderung |
| ---- | --------- | ----------- |
| 1994 | 167.941   | –           |
| 2002 | 171.416   | +3,13 %     |

### Größte Orte
| Rang | Stadt     | Einwohner |
| ---- | --------- | --------- |
| 1    | Strumica  | 35.311    |
| 2    | Radoviš   | 16.223    |
| 3    | Gevgelija | 15.685    |
| 4    | Bogdanci  | 06.011    |
| 5    | Valandovo | 04.402    |

### Ethnische Struktur
Die größte Ethnie stellen die Mazedonier dar, gefolgt von den Türken und den Serben.